# Centris ephippia
Centris ephippia är en biart som beskrevs av Smith 1854. Centris ephippia ingår i släktet Centris och familjen långtungebin. Inga underarter finns listade.